# دونالد جکسون (ورزشکار)
دونالد جکسون (انگلیسی: Donald Jackson؛ زادهٔ ۲ آوریل ۱۹۴۰) اسکیت‌باز نمایشی اهل کانادا است.